# 甲氧基甲醇
甲氧基甲醇（英語：Methoxymethanol）化学式CH3OCH2OH，也称为甲醇半缩甲醛（英語：Formaldehyde methyl hemiacetal），是半缩醛，分子中带有一个醚键和一个羟基，可在太空中发现。

## 形成
当甲醛和甲醇在水溶液中或直接混合时，甲氧基甲醇会自发形成。
在太空中，甲醇自由基（CH2OH 或 CH3O）相互碰撞形成甲氧基甲醇，这些自由基本身可能是紫外线或宇宙射线产生的辐解产物。